# Escudo de Badiraguato
El escudo de armas del municipio de Badiraguato en el estado de Sinaloa, México, fue diseñado por Miguel Ángel Velázquez Tracy (Pintor y Muralista). Fue declarado escudo oficial en 1978. 
La franja que divide al escudo en forma diagonal y las huellas que se pueden observar, representan el paso de las tribus nahoas por Sinaloa. El águila simboliza a la nación mexicana que cubre y protege al escudo de Sinaloa y por ende a Badiraguato. 
El primer cuartel, representa la oscuridad de la prehistoria con el río Badiraguato como único testigo, por ello se encuentra un color negro y una pequeña franja azul. El segundo cuartel tiene un fondo de color oro y simboliza el objetivo de los primeros colonizadores de la región: el oro; el árbol en forma de cruz y la fecha de 1605, que simbolizan la verdadera conquista del Valle de Badiraguato. El tercer cuartel con figuras de cerros, el pico y la pala, simbolizan las actividades durante la colonia en la región: las minas. El último cuartel simboliza el trabajo por medio de una construcción semi-barroca de ladrillo y una golondrina en vuelo. 
- Datos: Q5837887